# Gemmenalphorn
Gemmenalphorn är en bergstopp i Schweiz.   Den ligger i distriktet Interlaken-Oberhasli och kantonen Bern, i den centrala delen av landet, 40 km sydost om huvudstaden Bern. Toppen på Gemmenalphorn är 2 062 meter över havet, eller 921 meter över den omgivande terrängen. Bredden vid basen är 10,3 km.
Terrängen runt Gemmenalphorn är bergig söderut, men norrut är den kuperad. Runt Gemmenalphorn är det ganska tätbefolkat, med 111 invånare per kvadratkilometer.. Närmaste större samhälle är Thun, 14,2 km väster om Gemmenalphorn. 
I omgivningarna runt Gemmenalphorn växer i huvudsak blandskog.